# Ramona Siebenhofer
Ramona Siebenhofer, née le 29 juillet 1991 à Tamsweg, est une skieuse alpine autrichienne. Elle signe ses premières victoires en Coupe du monde les 18 et 19 janvier 2019, en remportant les deux descentes de Cortina d'Ampezzo.

## Biographie
Mmebre du club USV Krakaübene, elle est active dans les compétitions internationales à partir de 2006. En 2007, elle concourt au Festival olympique de la jeunesse européenne, pour prendre la cinquième place au slalom géant. Quatrième du super G aux Championnats du monde junior 2009 à Garmisch-Partenkirchen, elle s'élance pour la première fois en la Coupe du monde en décembre 2009 à Lïnz.
Ramona Siebenhofer se révèle dès sa deuxième apparition dans une épreuve de Coupe du monde en 2010 : alors qu'elle a abandonné dans le slalom géant de Lienz, pour sa première course, elle prend ensuite la 6e place du slalom géant de Maribor. Lors des saisons suivantes, elle participe à plusieurs épreuves de Coupe du monde sans marquer le moindre point. Elle remporte le classement général de la Coupe d'Europe en 2013 avant d'intégrer plus régulièrement le circuit de la Coupe du monde lors de la saison 2013-2014. Elle se classe notamment 7e du super-combiné d'Altenmarkt/Zauchensee. En décembre 2015, elle termine troisième de la descente de Lake Louise, premier podium en Coupe du monde.
Pour ses débuts en championnat du monde en 2017, elle obtient la neuvième à la descente.
Aux Jeux olympiques d'hiver de 2018, elle arrive septième du combiné et dixième de la descente. En fin d'année 2018, elle renoue avec le podium avec une troisième place à la descente de Val Gardena.
Après avoir remporté les deux descentes de Cortina d'Ampezzo en Coupe du monde, en janvier 2019, elle se rend aux Championnats du monde d'Åre, où elle manque la médaille de peu sur le combiné, se retrouvant quatrième derrière Ragnhild Mowinckel pour quatre centièmes de différence.
Aux Championnats du monde 2021, à Cortina d'Ampezzo, elle repart de nouveau bredouille, malgré trois cinquièmes places. Elle renoue avec le podium en Coupe du monde après deux ans de disette lorsqu'elle finit deuxième de la descente à Val di Fassa, avec deux centièmes de retard seule sur la gagnante Lara Gut-Behrami.
Siebenhofer réalise sa meilleure saison dans l'élite en 2021-2022, terminant cinquième en super G à Saint-Moritz, tandis qu'en descente, elle est quatrième à Lake Louise et Val d'Isère, puis troisième à Zauchensee et enfin deuxième à Cortina d'Ampezzo. Aux Jeux olympiques de Pékin, elle ne peut rivaliser pour la médaille avec le douzième temps à la descente, un abandon en slalom géant et une septième place en combiné alpin.

## Palmarès

### Jeux olympiques
| Édition / Épreuve   | Descente | Slalom géant | Combiné alpin |
| ------------------- | -------- | ------------ | ------------- |
| JO 2018 Pyeongchang | 10e      | -            | 7e            |
| JO 2022 Pékin       | 12e      | Abandon      | 7e            |

### Championnats du monde
| Édition / Épreuve                | Descente | Slalom géant | Super G | Combiné | Parallèle                        |
| -------------------------------- | -------- | ------------ | ------- | ------- | -------------------------------- |
| Mondiaux 2017 Saint-Moritz       | 9e       | —            | —       | —       | Épreuve inexistante à cette date |
| Mondiaux 2019 Åre                | 7e       | —            | 15e     | 4e      | Épreuve inexistante à cette date |
| Mondiaux 2021 Cortina d'Ampezzo  | 5e       | 5e           | —       | 5e      | NQ                               |
| Mondiaux 2023 Courchevel-Méribel |          |              |         | 4e      |                                  |

### Coupe du monde
- Meilleur classement général : 15e en 2019 et 2020-2021.
- 7 podiums (tous en descente), dont 2 victoires.

#### Détail des victoires
| Saison / Épreuve | Descente               | Total |
| ---------------- | ---------------------- | ----- |
| 2018-2019        | Cortina d'Ampezzo (x2) | 2     |
| Total            | 2                      | 2     |

#### Classements par saison
| Saison / Classement | Général | Général | Descente | Descente | Slalom géant | Slalom géant | Super G | Super G | Combiné | Combiné | Parallèle                        | Parallèle                        |
| Saison / Classement | Class.  | Points  | Class.   | Points   | Class.       | Points       | Class.  | Points  | Class.  | Points  | Class.                           | Points                           |
| ------------------- | ------- | ------- | -------- | -------- | ------------ | ------------ | ------- | ------- | ------- | ------- | -------------------------------- | -------------------------------- |
| 2009-2010           | 90e     | 40      | -        | -        | 30e          | 40           | -       | -       | -       | -       | Épreuve inexistante à cette date | Épreuve inexistante à cette date |
| 2013-2014           | 62e     | 89      | 37e      | 21       | 39e          | 23           | 46e     | 9       | 7e      | 36      | Épreuve inexistante à cette date | Épreuve inexistante à cette date |
| 2014-2015           | 70e     | 59      | 37e      | 16       | 40e          | 11           | 42e     | 12      | 13e     | 20      | Épreuve inexistante à cette date | Épreuve inexistante à cette date |
| 2015-2016           | 47e     | 189     | 18e      | 127      | 38e          | 21           | 32e     | 30      | 34e     | 11      | Épreuve inexistante à cette date | Épreuve inexistante à cette date |
| 2016-2017           | 39e     | 212     | 17e      | 125      | -            | -            | 31e     | 39      | 13e     | 48      | Épreuve inexistante à cette date | Épreuve inexistante à cette date |
| 2017-2018           | 29e     | 296     | 19e      | 134      | -            | -            | 21e     | 97      | 6e      | 65      | Épreuve inexistante à cette date | Épreuve inexistante à cette date |
| 2018-2019           | 15e     | 458     | 3e       | 354      | -            | -            | 19e     | 90      | 17e     | 14      | Épreuve inexistante à cette date | Épreuve inexistante à cette date |
| 2019-2020           | 27e     | 250     | 22e      | 119      | 31e          | 26           | 31e     | 41      | 5e      | 64      | -                                | -                                |
| 2020-2021           | 15e     | 378     | 10e      | 194      | 12e          | 173          | 48e     | 8       | -       | -       | 28e                              | 3                                |
| 2021-2022           |         |         | 4e       | 331      |              |              |         |         | -       | -       |                                  |                                  |

### Coupe d'Europe
- Vainqueur du classement général en 2013.
- 20 podiums, dont 8 victoires.

| Saison/Classement | Général | Général | Descente | Descente | Slalom | Slalom | Slalom géant | Slalom géant | Super G | Super G | Combiné | Combiné | City Event | City Event |
| Saison/Classement | Class.  | Points  | Class.   | Points   | Class. | Points | Class.       | Points       | Class.  | Points  | Class.  | Points  | Class.     | Points     |
| ----------------- | ------- | ------- | -------- | -------- | ------ | ------ | ------------ | ------------ | ------- | ------- | ------- | ------- | ---------- | ---------- |
| 2009-2010         | 2e      | 762     | 13e      | 111      | 23e    | 92     | 3e           | 369          | 16e     | 110     | 4e      | 80      | -          | -          |
| 2010-2011         | 38e     | 193     | 27e      | 36       | -      | -      | 23e          | 17           | 68e     | 1       | 5e      | 82      | -          | -          |
| 2011-2012         | 11e     | 370     | 71e      | 1        | 19e    | 140    | 60e          | 15           | 15e     | 104     | 3e      | 110     | -          | -          |
| 2012-2013         | 1re     | 1 178   | 25e      | 42       | 8e     | 265    | 1re          | 516          | 3e      | 255     | 2e      | 100     | 5e         | 30         |
| 2013-2014         | 36e     | 250     | 10e      | 150      | -      | -      | -            | -            | 17e     | 100     | -       | -       | -          | -          |
| 2014-2015         | 10e     | 454     | 1re      | 209      | -      | -      | -            | -            | 5e      | 165     | 3e      | 80      | -          | -          |

| Saison / Épreuve | Descente         | Super G | Slalom géant     | Combiné   | Total |
| ---------------- | ---------------- | ------- | ---------------- | --------- | ----- |
| 2009-2010        |                  |         | Alleghe I et II  |           | 2     |
| 2012-2013        |                  |         | Trysil Pamporovo | Kvitfjell | 3     |
| 2013-2014        | Soldeu           | Soldeu  |                  |           | 2     |
| 2014-2015        | Soldeu-El Tarter |         |                  |           | 1     |
| Total            | 2                | 1       | 4                | 1         | 8     |

### Championnats d'Autriche
- Championne d'Autriche de slalom géant en 2015.